# کالج کنتیکت
کالج کنتیکت (به انگلیسی: Connecticut College) یک مدرسه در ایالات متحده آمریکا است که در کنتیکت واقع شده‌است.